# Bankdrukken op de Paralympische Zomerspelen 1988
Op de VIIIe Paralympische Spelen die in 1988 werden gehouden in het Zuid-Koreaanse Seoel was bankdrukken een van de 18 sporten die werd beoefend tijdens deze spelen. Vanaf dit jaar werden de Paralympische Zomerspelen weer in hetzelfde land als de Olympische Spelen gehouden. Voor Nederland waren er geen sporters aanwezig bij het bankdrukken.

## Evenementen
Er stonden negen evenementen op het programma, 
- tot 52 kg
- tot 60 kg
- tot 67.5 kg coed
- tot 67.5 kg
- tot 75 kg
- tot 82.5 kg
- tot 90 kg
- tot 100 kg
- over 100 kg

## Mannen
| Klasse           | gewicht | land | Goud              | land | Zilver               | land | Brons            |
| ---------------- | ------- | ---- | ----------------- | ---- | -------------------- | ---- | ---------------- |
| tot 52 kg        | 137.5   | FIN  | Kari Ylijoki      | KOR  | Jae Youn Kim         | FIN  | Raimo Aalto      |
| tot 60 kg        | 155     | KOR  | Sang Jin Yun      | KOR  | Young Chung Cho      | USA  | Douglas McDonald |
| tot 67.5 kg      | 160     | POL  | Henryk Kohnke     | KOR  | Heon Cho Ji          | USA  | David Buterbaugh |
| tot 67.5 kg coed | 145     | FRA  | Michel Abalain    | SUI  | Daniel Grossenbacher | NOR  | Mons Skjelvik    |
| tot 75 kg        | 162.5   | USA  | Donald Deutsch    | GBR  | Nicholas Slater      | KOR  | Myung Sun Shim   |
| tot 82.5 kg      | 170     | POL  | Miroslaw Maliszew | CAN  | Michael Johnson      | USA  | Lynn Whiteman    |
| tot 90 kg        | 195     | FRA  | Bernard Barberet  | KOR  | Kyung Chung Choi     | GBR  | Fred MacKenzi    |
| tot 100 kg       | 177.5   | SWE  | Arne Karlsson     | AUS  | Matthew Poble        | AUS  | Michael Farrell  |
| over 100 kg      | 170.5   | GBR  | Anthony Bishop    | HUN  | Istvan Nanasi        | SWE  | Nils Karreberg   |

Atletiek · Bankdrukken · Basketbal · Boogschieten · Boccia · CP-voetbal · Gewichtheffen · Goalball · Judo · Koersbal · Schermen · Schietsport · Snooker · Tafeltennis · Tennis · Volleybal · Wielersport · Zwemmen
New York & Stoke Mandeville 1984 ·
Seoel 1988 ·
Barcelona 1992 ·
Atlanta 1996 ·
Sydney 2000 ·
Athene 2004 ·
Peking 2008 ·
Londen 2012 ·
Rio de Janeiro 2016 ·
Tokio 2020 ·
Parijs 2024 ·
Los Angeles 2028